# Altolamprologus

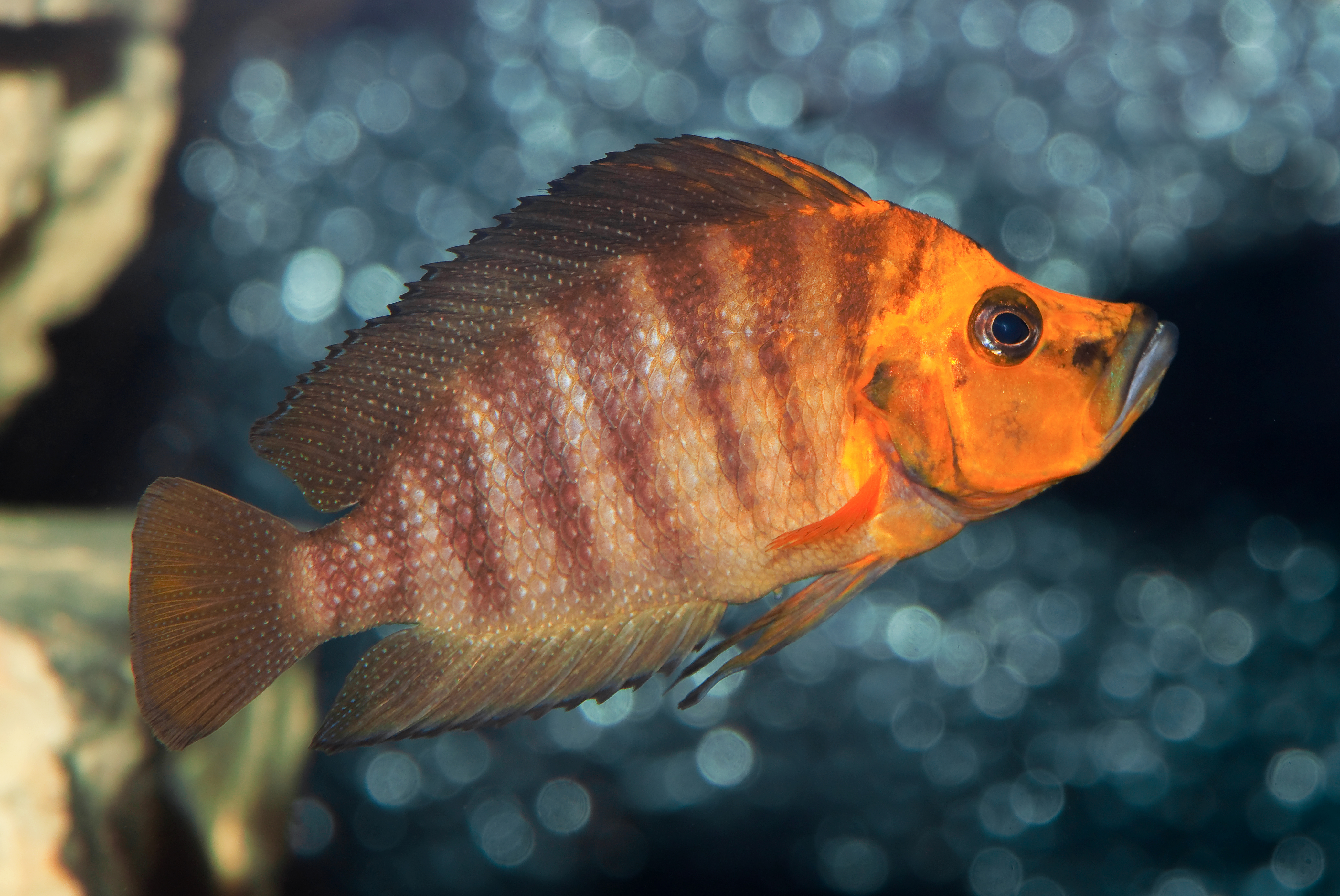
Altolamprologus compressiceps

Altolamprologus és un gènere de peixos de la família dels cíclids i de l'ordre dels perciformes endèmic del llac Tanganyika (Àfrica oriental).

## Taxonomia
- Altolamprologus calvus (Poll, 1978)[3]
- Altolamprologus compressiceps (Boulenger, 1898)[4][5][6][7]